# Cenobiet
Cenobieten of kloosterlingen zijn monniken en monialen die in een georganiseerde gemeenschap leven. Dit in tegenstelling tot kluizenaars of heremieten, die veeleer in afzondering leven.
De eerste christelijke monniken kwamen voor in Egypte en Palestina tegen het einde van de 3de eeuw. Deze mensen leidden een kluizenaarsbestaan in de woestijn.
In de 4de eeuw ontstond er een vorm van kloosterleven. De betrokken monniken gingen gezamenlijk in een georganiseerde gemeenschap, een klooster, leven.
De grondlegger van dit systeem was Pachomius. Zijn klooster bestond uit een gemeenschap van honderden monniken en nonnen.
Het kloosterleven werd gekenmerkt door de dagelijkse gebedsdiensten en de gemeenschappelijke maaltijden. Er werd strikte gehoorzaamheid geëist tegenover de overste. Ook werd verwacht dat de monniken arbeid verrichtten. Deze arbeid bestond uit het maken van linnengoed en het weven van matten en manden met het riet dat aan de oever van de Nijl groeide. De kloosterregels legden vast aan welke voorwaarden het leven van de monniken moest voldoen.